# Billy McOwen
William Arthur „Billy“ McOwen (* 18. März 1871 in Blackburn; † 27. Dezember 1950 in Darwen) war ein englischer Fußballspieler. Der Torhüter war zwischen 1887 und 1894 als Profi bei den Blackburn Rovers, dem FC Darwen und dem FC Liverpool aktiv.

## Karriere
McOwen spielte als Amateur bei Cherry Tree und Blackburn Olympic, bevor er 1887 zu den Blackburn Rovers kam und Profi wurde. Dort war der nur etwa 170 cm große Torwart zunächst hinter dem englischen Nationaltorhüter Herbie Arthur Ersatzkeeper. Die Vereinsverantwortlichen  blieben skeptisch ob der Fähigkeiten von McOwen und zögerten den immer formschwächeren Arthur zu ersetzen, erst nach einer schweren Knieverletzung Arthurs kam McOwen zu einer Reihe von Einsätzen. Zum Bruch zwischen Spieler und Verein führte schließlich die Verpflichtung von Torhüter Jack Horne Anfang 1890, der die letzten Runden beim Gewinn des FA Cups bestritt. Dies kränkte McOwen derart, dass er ankündigte, nie mehr das Blackburn-Trikot tragen zu wollen und im Sommer 1890 den Klub Richtung FC Darwen verließ.
Darwen wurde 1891 in die Football League aufgenommen, blieb in der englischen Eliteliga aber chancenlos und stand mit nur vier Siegen und drei Unentschieden aus 26 Partien und einem Torverhältnis von 38:112 am Tabellenende. McOwen bestritt in dieser Saison 17 Partien, in seinem letzten Spiel kassierte er eine 0:12-Niederlage gegen West Bromwich Albion, bis heute Rekordergebnis für ein Spiel der höchsten englischen Spielklasse. Darwen wurde anschließend nicht wiedergewählt und stieg in die neu geschaffene Football League Second Division ab. In der Saisonpause löste McOwen seinen Vertrag mit Darwen und wechselte zum FC Liverpool in die Lancashire League. Dort war er als einziger englischer „Mac“ im „Team of the Macs“, wie die Mannschaft aufgrund zahlreicher schottischer Spieler auch genannt wurde, allerdings in der Saison 1892/93 hinter Sidney Ross nur Ersatztorhüter und kam erst nach dessen Verletzung im April 1893 zu seinem ersten Einsatz. Zur Saison 1893/94 wurde Liverpool in die Football League Second Division gewählt und ging mit McOwen, der ein ausgesprochener Elfmeterspezialist gewesen sein soll, als Stammtorhüter in die Saison. Das Team stieg am Saisonende ohne Niederlage und mit nur zwölf Gegentoren in 28 Partien als Meister in die First Division auf. Um Tore zu verhindern, hatte McOwen dabei einen besonderen Trick parat: Falls ein hoher Ball sein Tor bedrohte, hängte er sich an die Latte und zog diese nach unten. Was beim Publikum für Erheiterung sorgte, nötigte den englischen Verband dazu, Anweisung an die Schiedsrichter zu geben, Tore die auf diese Weise verhindert wurden dennoch zu geben; zumal mit Adam Oglivie von den Blackburn Rovers und Jack Hillman vom FC Burnley zwei weitere Torhüter diese Praktik pflegten.
Obwohl der Klub nach dem Aufstieg an einer Weiterverpflichtung McOwens sehr interessiert war, verließ er den FC Liverpool und ging seinem bürgerlichen Beruf als Zahnarzt nach, in dem seine Verdienstmöglichkeiten weitaus höher waren als im Fußball. Er ließ sich reamateurisieren und setzte seine Fußballerkarriere zunächst beim FC Blackpool und später beim FC Nelson in der Lancashire League fort.